# Scarabaeus fritschi
Scarabaeus fritschi är en skalbaggsart som beskrevs av Edgar von Harold 1868. Scarabaeus fritschi ingår i släktet Scarabaeus och familjen bladhorningar. Inga underarter finns listade i Catalogue of Life.